# Charles Atwood Kofoid
Charles Atwood Kofoid (ur. 11 października 1865 w Granville, zm. 30 maja 1947 w Berkeley) – amerykański zoolog, protistolog, autor prac nad morskimi pierwotniakami, opisał wiele nowych gatunków.